# Gendarme (cavalleria)
Un gendarme era un soldato di cavalleria pesante di nobile nascita, che prestò servizio principalmente nell'esercito francese dal tardo Medioevo fino all'inizio dell'era moderna . Eredi dei cavalieri degli eserciti feudali medievali francesi, i gendarmi francesi godevano, come i loro antenati, di una grande reputazione ed erano considerati la migliore forza di cavalleria pesante europea fino al declino degli ideali cavallereschi dovuto in gran parte ai continui sviluppi nella tecnologia della polvere da sparo. Fornirono al re di Francia una potente forza regolare di lancieri corazzati che, se impiegata correttamente, dominò i campi di battaglia del tardo medioevo e dell'inizio dell'età moderna. La loro fine simbolica è generalmente considerata la battaglia di Pavia, in cui i gendarmi subirono una disastrosa sconfitta e, di conseguenza, confermò l'ascesa dei Tercios spagnoli come nuova forza militare dominante, portando alla preminenza della Casa d'Asburgo nell'Europa del XVI secolo.

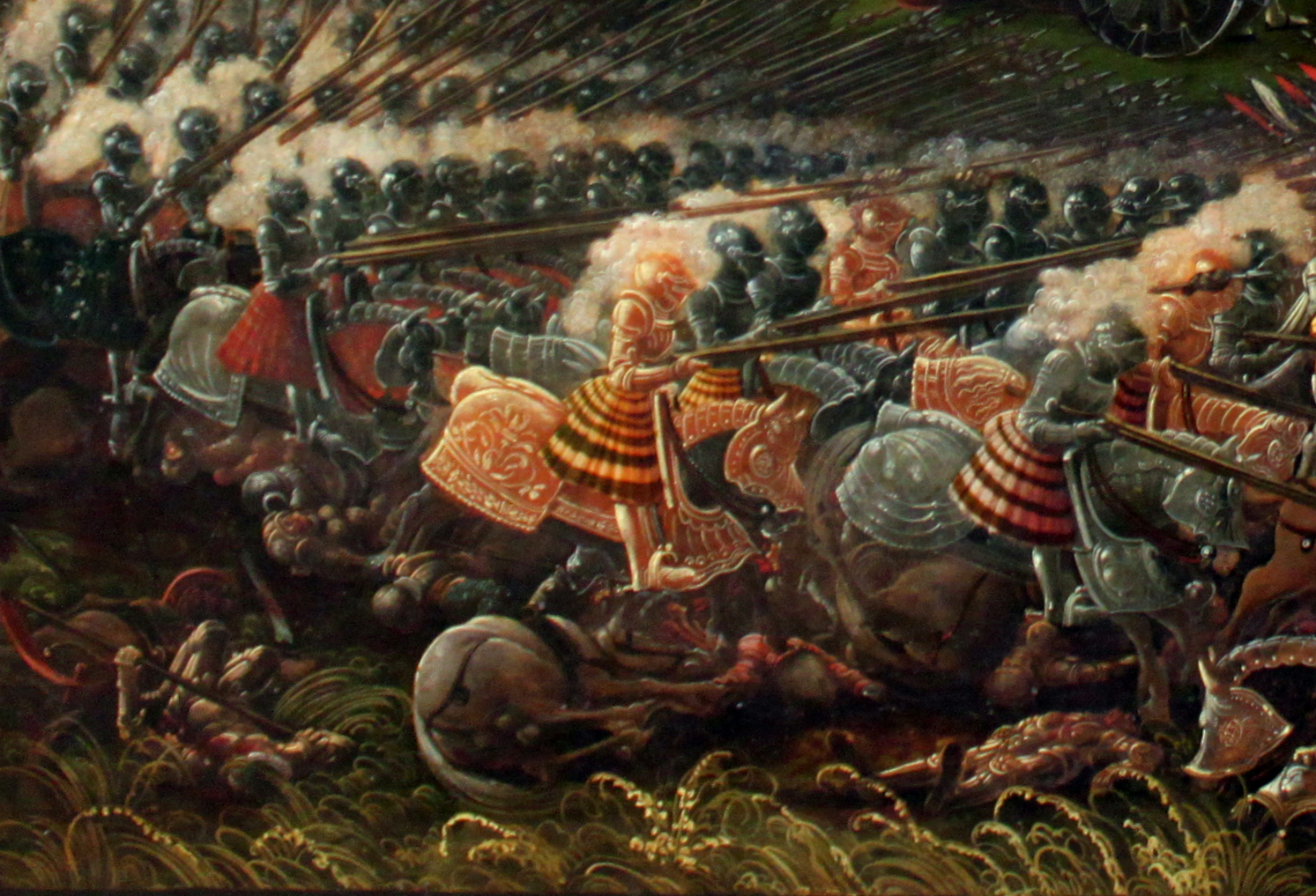
Gendarmi francesi dell'inizio del XVI secolo. Da notare l'armatura a piastre molto completa per uomo e cavallo, la lancia estremamente pesante e le gonne militari, chiamate "base", indossate quasi universalmente all'inizio del XVI secolo.

## Etimologia
La parola gendarme deriva originariamente dal francese homme d'armes ("uomo d'arme"), il cui plurale è gens d'armes . Il senso plurale fu poi abbreviato in gendarmes e un singolare fatto di questo, gendarme .

### Ulteriori letture
- Delbrück, Hans, Geschichte der Kriegskunst im Rahmen der politischen Geschichte, 1920 (edizione ristampata, 1990), trad. Walter, J. Renfroe (Volumi 3 e 4).